# Kivumys
Kivumys is een ondergeslacht van het geslacht Lophuromys dat voorkomt in de bergen van het oosten van de Democratische Republiek Congo en Rwanda, Oeganda en Burundi. Het ondergeslacht omvat drie soorten, L. (K.) luteogaster, L. (K.) medicaudatus en de Woosnamborstelhaarmuis (L. (K.) woosnami). Kivumys valt van het andere ondergeslacht van Lophuromys, Lophuromys sensu stricto, te onderscheiden door de langere voeten en oren, langere staart en kortere klauwen en het langere, worstvormige uitsteeksel aan de maag. Er is gesuggereerd dat Kivumys mogelijk als een apart geslacht moet worden beschouwd.